# Young Violets Austria Wien
Die Young Violets Austria Wien sind die zweite Mannschaft des österreichischen Bundesligisten FK Austria Wien. Die Mannschaft spielt ab der Saison 2025/26 in der 2. Liga.

## Geschichte
Die Amateure der Wiener Austria nahmen in einer Spielgemeinschaft mit dem Prater SV in der Saison 1997/98 erstmals am ÖFB-Cup teil, nachdem man in der Vorrunde den UFC St. Peter/Au besiegt hatte. Nachdem man in der ersten Runde den SR Donaufeld Wien aus dem Bewerb warf, schied man in der zweiten Runde gegen den Bundesligisten und Rivalen SK Rapid Wien aus. In der Saison 1997/98 wurde die Spielgemeinschaft Meister in der Wiener Stadtliga und stieg in die Regionalliga Ost auf. In der ersten Spielzeit in der Regionalliga belegte Prater SV/Austria Amateure den elften Platz in der Ostliga. In der Saison 1999/2000 belegten die Austria Amateure den siebten Tabellenrang, im Cup scheiterte man in der ersten Runde an der PSV Wien. 2000 wurde die Kooperation mit dem Prater SV schließlich beendet, der in die Tiefen des Wiener Fußballs ging.
In der Saison 2000/01 belegten die Austria Amateure in der Ostliga den elften Platz. In der Saison 2001/02 entging man als 13. mit zwei Punkten Vorsprung auf die Abstiegsplätze nur knapp dem Gang in die Stadtliga. In der Spielzeit 2002/03 nahm man ein drittes Mal am Cup teil, wo jedoch wieder in der ersten Runde gegen den Bundesligisten SV Austria Salzburg Endstation war. In der Liga wurde man Achter. In der Saison 2003/04 gelang mit Platz fünf die bis zu jenem Zeitpunkt beste Saisonplatzierung. In der Saison 2004/05 scheiterte man im Cup in der ersten Runde am Bundesligisten SV Mattersburg, dafür war man in der Liga äußerst erfolgreich und wurde mit einem Vorsprung von vier Punkten auf den SC-ESV Parndorf 1919 Meister der Regionalliga Ost, wodurch man erstmals in die zweite Liga aufstieg.
In der Debütsaison im Profifußball wurden die Jung-Veilchen prompt Vierter – ihre bis heute beste Platzierung der Mannschaftsgeschichte. Zudem erreichte man in der Saison 2005/06 im Cup nach Siegen gegen den SC Eisenstadt und den Bundesligisten FC Red Bull Salzburg erstmals das Achtelfinale, in dem man allerdings dem Bundesligisten SV Ried deutlich unterlag. In der Spielzeit 2006/07 belegte das Team in der Liga den achten Rang, im Cup scheiterte man bereits in Runde eins am Regionalligisten SK St. Andrä. In der Saison 2007/08 belegte man am Saisonende den fünften Tabellenrang. In der Saison 2008/09 wurde man Sechster, besonders erfolgreich war man in dieser Spielzeit im Cup: Nachdem man in der ersten Runde die WSG Wattens besiegt hatte, schlug man in der zweiten Runde auch den SC Weiz. Im Achtelfinale besiegte man wie schon 2005/06 den Bundesligisten Red Bull Salzburg und im Viertelfinale konnte man das Wiener Derby der Amateure gegen den SK Rapid Wien II für sich entscheiden. Im Halbfinale unterlag man allerdings dem Ligakonkurrenten FC Admira Wacker Mödling.
In der Saison 2009/10 war im Cup wieder in der zweiten Runde Endstation, nachdem man dem Regionalligisten FC Blau-Weiß Linz unterlegen war. In der Liga belegte man in jener Saison den zehnten Tabellenrang. Dadurch hätte man zwar, nachdem der SK Austria Kärnten keine Zweitligalizenz erhalten hatte, die Klasse gehalten, allerdings verbot der ÖFB nach der Saison 2009/10 Zweitmannschaft von Bundesligisten im Profifußball, woraufhin die Red Bull Juniors und der FK Austria Wien II in die Regionalliga zwangsabsteigen mussten. Wieder im Amateurfußball angekommen, belegte man in der Saison 2010/11 den dritten Rang in der Ostliga. Im Cup besiegte man in der Vorrunde den Ligakonkurrenten Wiener Sportklub, in der ersten Runde die ebenfalls in der Ostliga spielende SV Mattersburg II und verlor schließlich gegen den Rivalen Rapid im Elferschießen in der zweiten Runde. In der Saison 2011/12 wurde man erneut Dritter in der Regionalliga und erreichte im Cup erneut die zweite Runde, in der man jedoch gegen den Zweitligisten LASK ohne Chance war.
In der Spielzeit 2012/13 wurden die Austria Amateure mit drei Punkten Rückstand auf Meister Parndorf Vizemeister, wie auch in der Spielzeit 2013/14, in der man sieben Punkte Rückstand auf den Meister Floridsdorfer AC hatte. In der Saison 2014/15 folgte ein Einbruch und die Austria Amateure wurden Zehnter, auf die Abstiegsränge hatte man nur einen Vorsprung von drei Punkten. In der Saison 2015/16 ging es wieder aufwärts und die Mannschaft beendete die Saison im gesicherten Mittelfeld als Achter. In der Saison 2016/17 wurde man gar wieder Dritter. Die Saison 2017/18 beendeten die Wiener auf dem vierten Tabellenrang. Durch eine Ligareform wurden zweite Mannschaften wieder für die 2. Liga zugelassen. Nachdem der Ostliga drei Aufstiegsplätze zur Verfügung standen und der Vizemeister ASK Ebreichsdorf auf einen Zulassungsantrag verzichtet hatte, stiegen die Austria Amateure als Vierter nach acht Jahren wieder in die 2. Liga auf.
Nach dem Aufstieg benannte sich das Team im Juni 2018 in Young Violets Austria Wien um. Die erste Saison nach dem Wiederaufstieg beendete die Mannschaft auf Rang 13. In der Saison 2019/20 startete man mit zwei Punkten aus den ersten acht Spielen katastrophal in die Saison, man verlor allerdings ab dem siebten Spieltag nur noch vier Spiele und beendete die Saison auf dem vierten Platz, wodurch man die beste Platzierung der Mannschaftsgeschichte aus der Saison 2005/06 egalisierte. In der Saison 2020/21 war man wieder in der unteren Tabellenhälfte zu finden, die Saison beendeten die Austrianer als Elfter, wobei man nur zwei Punkte Vorsprung auf Tabellenschlusslicht Horn hatte. Absteiger gab es aufgrund der COVID-Situation im Amateurfußball aber ohnehin nicht. In der Saison 2021/22 belegten die Violets dann Rang 14, womit der Klassenerhalt aus eigener Kraft verpasst wurde, mangels Lizenzanträgen blieb das Team aber in der Liga. In der Saison 2022/23 belegte das Team von Trainer Harald Suchard dann den letzten Tabellenrang und stieg diesmal nach fünf Jahren Zweitklassigkeit wieder in die Ostliga ab.
Die Saison 2023/24 beendete man anschließend als Achter. In der Saison 2024/25 wurden die Violets hinter dem SR Donaufeld Wien Vizemeister. Da Donaufeld aber nicht zum eine Zulassung angesucht hatte, durften die Jung-Austrianer in die 2. Liga aufsteigen und kehrten damit nach zwei Jahren wieder in den Profifußball zurück.

## Personal

### Trainerteam
Stand: 7. Juli 2025
| Funktion       | Name              | Geburtsdatum | Nationalität | beim Verein seit | letzter Verein        |
| -------------- | ----------------- | ------------ | ------------ | ---------------- | --------------------- |
| Trainer        | Maximilian Uhlig  | 28.01.1993   | Osterreich   | 07/2024          | SV Stripfing          |
| Co-Trainer     | Thomas Salamon    | 18.01.1989   | Osterreich   | 07/2025          | AKA Austria Wien U-16 |
| Co-Trainer     | Michael Walker    | 11.06.1996   | Osterreich   | 07/2025          | AKA Burgenland        |
| Torwarttrainer | Matijas Schreiber | 12.07.1996   | Osterreich   | 07/2023          |                       |

### Aktueller Kader
Stand: 8. August 2025
| Rücken- nummer | Name                 | Geburtsdatum | Nationalität | beim Verein seit | letzter Verein    |
| Tor            | Tor                  | Tor          | Tor          | Tor              | Tor               |
| -------------- | -------------------- | ------------ | ------------ | ---------------- | ----------------- |
| 01             | Kenan Jusic          | 10.05.2005   | Osterreich   | 2022             | AKA Austria Wien  |
| 13             | Stefan Blazevic      | 18.01.2007   | Osterreich   | 2024             | AKA Austria Wien  |
| 32             | Paul Mayr            | 29.03.2008   | Osterreich   | 2025             | AKA Burgenland    |
| Verteidigung   |                      |              |              |                  |                   |
| 03             | Valentin Toifl       | 21.05.2005   | Osterreich   | 2024             | SC Ortmann        |
| 04             | Aleksa Ilić          | 03.12.2004   | Serbien      | 2023             | FC Mauerwerk      |
| 05             | Ifeanyi Ndukwe       | 03.03.2008   | Osterreich   | 2025             | AKA Austria Wien  |
| 21             | Felix Fischer        | 10.11.2006   | Osterreich   | 2025             | AKA Austria Wien  |
| 24             | Nicola Wojnar        | 02.10.2005   | Osterreich   | 2023             | AKA Austria Wien  |
| 26             | Nicolas Zdichynec    | 28.01.2002   | Osterreich   | 2025             | Admira Wacker     |
| 39             | Dejan Radonjic       | 25.09.2005   | Osterreich   | 2022             | AKA Austria Wien  |
| Mittelfeld     |                      |              |              |                  |                   |
| 06             | Philipp Maybach      | 14.12.2007   | Osterreich   | 2024             | AKA Austria Wien  |
| 07             | Matteo Schablas      | 14.03.2005   | Osterreich   | 2025             | FK Austria Wien   |
| 08             | Osman Abdi           | 07.03.2006   | Somalia      | 2023             | AKA Austria Wien  |
| 10             | Sanel Saljic         | 27.11.2005   | Osterreich   | 2022             | AKA Austria Wien  |
| 12             | Mikołaj Sawicki      | 28.10.2005   | Polen        | 2023             | AKA Burgenland    |
| 14             | Luca Pazourek        | 04.02.2005   | Osterreich   | 2021             | FK Austria Wien   |
| 15             | Fabian Jankovic      | 12.01.2005   | Osterreich   | 2023             | AKA Austria Wien  |
| 17             | Julian Roider        | 04.09.2005   | Osterreich   | 2023             | AKA Austria Wien  |
| 18             | Dominik Nisandzic    | 08.07.2006   | Osterreich   | 2023             | AKA Austria Wien  |
| 19             | Filip Lukic          | 14.05.2006   | Osterreich   | 2024             | AKA Austria Wien  |
| 20             | Romeo Mörth          | 02.03.2007   | Osterreich   | 2024             | AKA Austria Wien  |
| 22             | Julian Höller        | 11.12.2007   | Osterreich   | 2024             | AKA Austria Wien  |
| 25             | Thomas Salamon       | 18.01.1989   | Osterreich   | 2024             | SKN St. Pölten    |
| 27             | Daniel Nnodim        | 06.12.2007   | Deutschland  | 2024             | AKA Austria Wien  |
| Angriff        |                      |              |              |                  |                   |
| 09             | Hasan Deshishku      | 23.02.2008   | Osterreich   | 2025             | AKA Austria Wien  |
| 16             | Philipp Hosiner      | 15.05.1989   | Osterreich   | 2023             | Kickers Offenbach |
| 23             | Konstantin Aleksa    | 25.04.2007   | Osterreich   | 2024             | AKA Austria Wien  |
| 28             | Marcel Stöger        | 09.10.2006   | Osterreich   | 2023             | AKA Burgenland    |
| 29             | Daniel Emiohe        | 23.09.2006   | Osterreich   | 2024             | Grazer AK II      |
| 77             | Marijan Österreicher | 11.01.2006   | Osterreich   | 2023             | AKA Austria Wien  |

### Transfers
Stand: 8. August 2025
| Zugänge: | Abgänge: |
| Sommer 2025 | Sommer 2025 |
| --- | --- |
| - Paul Mayr (AKA Burgenland) - Nicolas Zdichynec (Admira Wacker) - Osman Abdi (SV Stripfing, Leih-Ende) - Aleksa Ilić (SV Stripfing, Leih-Ende) - Kenan Jusic (SV Stripfing, Leih-Ende) - Rocco Sutterlüty (SV Stripfing, Leih-Ende) | - Nermin Bajraktarevic (SV Oberwart) - Esad Bejic (TWL Elektra) - Michel Dorow (TuRa Harksheide) - Lorian Metaj (Union Mauer) - George Mihailidis (Melbourne Victory U-21) - Lars Stöckl (SV Stripfing, Leihe) - Rocco Sutterlüty (SV Stripfing, Leihe) - Jonas Überbacher (SV Stripfing, Leihe) |

## Trainerhistorie
- Ernst Baumeister (1998–2001)
- Ralf Muhr (2001)
- Kurt Hoffer (2001–2002)
- Karl Daxbacher (2002–2006)
- Thomas Janeschitz (2006–2008)
- Johann Dihanich (2009–2010)
- Ivica Vastić (2010–2011)
- Herbert Gager (2011–2014)
- Andreas Ogris (2014–2019)
- Roman Mählich (2015)
- Christoph Glatzer (2019)
- Harald Suchard (2019–2023)